# Hôtel de Roquesaule
L'hôtel de Roquesaule, ou hôtel de Roquesante, est un hôtel particulier situé à Aix-en-Provence. 

## Protection
Le monument fait l'objet d'une inscription partielle au titre des monuments historiques depuis 1929.